# サマー・ストーム
『サマー・ストーム』 （ 独： Sommersturm 、英；Summer Storm ）は、2004年に製作されたドイツの映画。
日本では、2006年（第15回）東京国際レズビアン&ゲイ映画祭(7月14日・16日)で上映された。
また、第2回関西 Queer Film Festival(7月24日)では、『サマー・ストーム〜夏の突風〜』という邦題で上映された。

## キャスト
- トビー：ロベルト・シュタットローバー
- アヒム：コスティア・ウルマン
- アンケ：アリシア・バックレーダ・クルス